# Arion van Lesbos

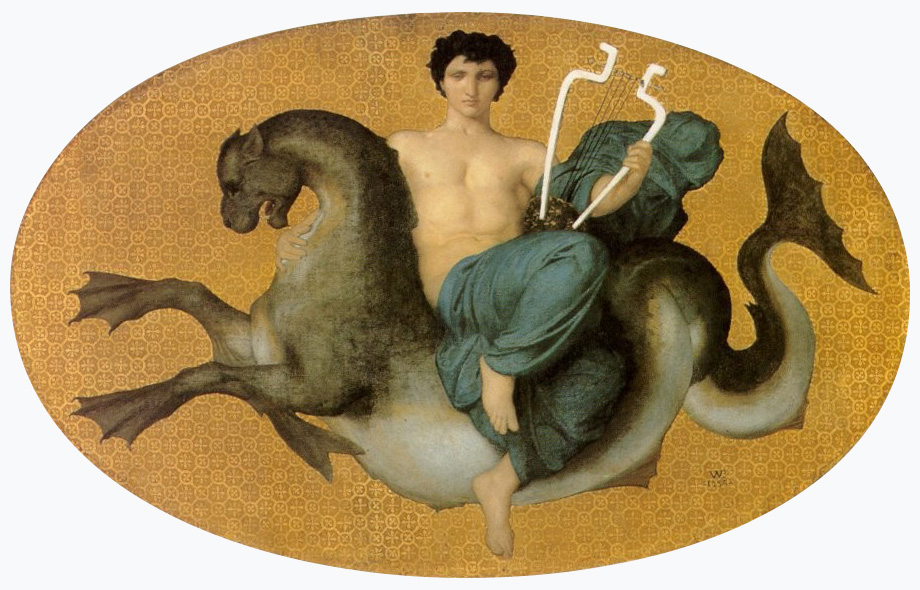
"Arion op een zeepaard", schilderij van William-Adolphe Bouguereau (1855).

Arion was een Griek die geboren werd rond 650 v.Chr. op het eiland Lesbos, meer bepaald in de stad Methymna. Hij ontpopte zich tot een groot zanger en citerspeler, spelend aan het hof van de tiran van Korinthe, genaamd Periander.
Na een succesvol 'tournee' keerde hij met een schip met een volledig Korinthische bemanning terug naar Korinthe. Maar de zeelui beroofden hem van zijn winsten en planden om hem overboord te gooien. Arion smeekte om nog een laatste lied te mogen zingen. Hij zong een prachtige aria ter ere van Apollo op de achterplecht van het schip. Vervolgens ging hij overboord.
Maar volgens de mythe grepen de goden in. Want zodra het schip ver genoeg gevaren was kwam er een dolfijn, een van de dieren van Apollo, die Arion van de verdrinkingsdood redde door hem aan land te zetten op Peloponnesos. Vervolgens ging hij over land naar Korinthe.
Aangekomen in het paleis van Periander vertelde Arion aan hem zijn verhaal. Maar deze geloofde hem niet. Toen een tijdje later de bemanning van het schip aankwam in het paleis, verklaarde die dat ze Arion in Italië hadden achtergelaten. Plotseling kwam de zanger tevoorschijn en stonden de zeelui als leugenaars te kijk.